# كرة القدم في ألعاب البحر الأبيض المتوسط 1951
كانت دورة ألعاب البحر الأبيض المتوسط لكرة القدم 1951 النسخة الأولى من بطولة كرة القدم في ألعاب البحر الأبيض المتوسط. أقيمت بطولة كرة القدم في الإسكندرية بمصر بين 14 و18 أكتوبر 1951 كجزء من ألعاب البحر الأبيض المتوسط 1951.

## المُنتخبات المشاركة
شاركت المُنتخبات التالية في البطولة:
| الاتحاد | المُنتخب        |
| ------- | -------------- |
| أفريقيا | مصر (المُستضيف) |
| آسيا    | سوريا          |
| أوروبا  | اليونان        |

## الأماكن
| المدينة    | الملعب          | السعة  |
| ---------- | --------------- | ------ |
| الإسكندرية | ستاد الإسكندرية | 15,000 |

## المباريات
جميع المباريات بالتوقيت المحلي: توقيت وسط أوروبا (ت ع م+02:00)
| اليونان                                                      | 4 – 0 | سوريا |
| ------------------------------------------------------------ | ----- | ----- |
| نيكوس ليكاتساس ‏ 18'، 23'، 71' · أندرياس موراتيس ‏ 75' (ركلة.) |       |       |

| مصر                                                   | 8 – 0 | سوريا |
| ----------------------------------------------------- | ----- | ----- |
| مكاوي ‏ · التابعي · الجندي · راشد · عبد المولى (ركلة.) |       |       |

| مصر | 0 – 2 | اليونان                             |
| --- | ----- | ----------------------------------- |
|     |       | كوتريديس ‏ 10' · نيكوس ليكاتساس ‏ 53' |

### الترتيب النهائي
| الرتبة | المُنتخب | لعب | ف | ت | خ | أ.له | أ.ع | أ.ف | نقاط |
| ------ | ------- | --- | - | - | - | ---- | --- | --- | ---- |
| 1      | اليونان | 2   | 2 | 0 | 0 | 6    | 0   | +6  | 4    |
| 2      | مصر     | 2   | 1 | 0 | 1 | 8    | 2   | +6  | 2    |
| 3      | سوريا   | 2   | 0 | 0 | 2 | 0    | 12  | –12 | 0    |

## البطل
| ألعاب البحر الأبيض المتوسط 1951 |
| ------------------------------- |
| · اليونان · للمرة الأولى        |